# Baixa Cerdanya
Baixa Cerdanya is een comarca van de Spaanse autonome regio Catalonië. Het is onderdeel van de provincies Girona en Lleida. In 2005 telde Baixa Cerdanya 16.862 inwoners op een oppervlakte van 546,57 km². De hoofdstad van de comarca is Puigcerdà.

## Gemeenten
| Gemeente              | Inwoners |
| --------------------- | -------- |
| Alp                   | 1389     |
| Bellver de Cerdanya   | 1809     |
| Bolvir                | 287      |
| Das                   | 171      |
| Fontanals de Cerdanya | 436      |
| Ger                   | 433      |
| Guils de Cerdanya     | 392      |
| Isòvol                | 231      |
| Lles de Cerdanya      | 237      |
| Llívia                | 1252     |
| Meranges              | 88       |
| Montellà i Martinet   | 541      |
| Prats i Sansor        | 219      |
| Prullans              | 231      |
| Puigcerdà             | 8845     |
| Riu de Cerdanya       | 96       |
| Urús                  | 205      |